# Список умерших в 1897 году
В этой статье представлен список известных людей, умерших в 1897 году.
См. также: Категория:Умершие в 1897 году

## Январь
- 5 января — Фрэнсис Уокер (56), американский генерал, экономист и статистик.
- 8 января — Томас Элджер (60), британский астроном-селенограф.
- 15 января — Кристи Палмерстон, исследователь Австралии, одним из первых занимавшийся геологической разведкой в северном Квинсленде.
- 22 января — Пётр Боклевский (80), один из крупнейших русских художников-иллюстраторов XIX века.
- 23 января — Иван Малышевский (68), русский историк церкви, славист, общественный деятель.
- 24 января — Альфред Ромер (64), белорусский, литовский и польский художник, скульптор, медальер, искусствовед и этнограф, участник Январского восстания в Варшаве в 1863 году.
- 24 января — Назарий Фаворов (77), православный богослов и публицист, протоиерей, магистр Киевской духовной академии, профессор богословия в Киевском университете.
- 30 января — Михаил Корякин (46), русский оперный певец-бас.

## Февраль
- 2 февраля — Луиза Фернанда Испанская (65), младшая дочь испанского короля Фердинанда VII, герцогиня Монпансье.
- 6 февраля — Рафаэле Кадорна (81), итальянский генерал.
- 7 февраля — Алексис Жордан (82), французский ботаник.
- 10 февраля — Антонио Бадзини (78), итальянский скрипач, композитор и музыкальный педагог.
- 10 февраля — Иероним Стебницкий (64), русский геодезист, помощник председателя Российского географического общества, генерал от инфантерии, член-корреспондент Петербургской академии наук.
- 11 февраля — Джордж Бойс (70), британский акварелист, пейзажист и народный архитектор, представитель прерафаэлитизма.
- 13 февраля — Джачинто Галлина (44), итальянский драматург, являющийся одним из крупнейших представителей венецианского диалектального театра.
- 13 февраля — Фридрих Миттервурцер (52), немецкий актер.
- 14 февраля — Пантелеймон Кулиш (77), украинский писатель, поэт, фольклорист, этнограф, переводчик, критик, редактор, историк, издатель.
- 16 февраля — Вильгельм Дёллен (76), российский астроном, член-корреспондент Петербургской Академии наук.
- 17 февраля — Карл Пфеффер (64), австрийский композитор.
- 18 февраля — Александр Милюков (80), русский писатель, литературный критик, журналист, главный идеолог и фактический руководитель журнала «Светоч», мемуарист; педагог, историк литературы, путешественник, библиограф, профессор.
- 19 февраля — Шарль Блонден (72), знаменитый французский канатоходец; сахарный диабет.
- 19 февраля — Карл Вейерштрасс (81), выдающийся немецкий математик, «отец современного анализа»; грипп.

## Март
- 1 марта — Милан Пирочанац (60), премьер-министр Сербии в 1880-83 годах.
- 2 марта — Эрвин фон Нейпперг (83), австрийский фельдмаршал-лейтенант.
- 4 марта — Густав Кеннготт (79), немецкий минералог и педагог, член Берлинской академии наук и иностранный член-корреспондент Петербургской академии наук.
- 9 марта — Джамал-ад-дин Афгани (58), мусульманский реформатор, идеолог панисламизма.
- 11 марта — Даниель Зандерс (77), немецкий филолог и лексикограф.
- 15 марта — Эдвард Елинек (41), чешский литератор.
- 15 марта — Джеймс Сильвестр (82), известный английский математик.
- 17 марта — Витторио Боттего (36), итальянский путешественник, исследователь Африки; убит.
- 19 марта — Андрей Достоевский (71), русский архитектор и мемуарист; рак.
- 20 марта — Аполлон Майков (75), русский поэт, член-корреспондент Петербургской АН.
- 22 марта — Сергей Донауров (58), русский композитор и поэт.
- 23 марта — София (72), великая герцогиня Саксен-Веймар-Эйзенахская.

## Апрель
- 3 апреля — Иоганнес Брамс (63), немецкий композитор и пианист, один из главных представителей периода романтизма; рак печени.
- 3 апреля — Евгений (70), епископ Могилевский и Мстиславский.
- 5 апреля — Йиндржих Ванкель (77), чешский врач, археолог и спелеолог.
- 7 апреля — Гуго Розенталь-Бонин (56), немецкий романист.
- 8 апреля — Генрих фон Стефан (66), статс-секретарь Имперского почтового управления Германии, выдающийся деятель в почтовом деле нового времени.
- 8 апреля — Витторе Тревисан де Сен-Леон (78), итальянский ботаник, граф.
- 10 апреля — Фридрих Франц III (46), великий герцог Мекленбург-Шверинский; падение с моста.
- 12 апреля — Эдвард Коп (56), американский натуралист, палеонтолог и сравнительный анатом, член Национальной академии наук США, многих других американских и европейских академий.
- 14 апреля — Эмиль Левассор (54), французский инженер, пионер автомобильной промышленности и автомобильных гонок во Франции.
- 25 апреля — Эдвард Ньютон (62), британский колониальный администратор и орнитолог.
- 30 апреля — Фёдор Нарбут (65), русский контр-адмирал, участник Крымской войны.

## Май
- 2 мая — Уильям Робинсон (63), британско-австралийский политический деятель.
- 4 мая — София (50), герцогиня Алансонская и Орлеанская; погибла при пожаре.
- 7 мая — Эйбрахам Ди Бартлетт (84), британский таксидермист, зоолог, директор Лондонского зоопарка.
- 7 мая — Генрих Орлеанский, герцог Омальский (75), сын последнего короля Франции Луи Филиппа.
- 9 мая — Изабелла Фернанда де Бурбон (75), испанская инфанта по праву рождения.
- 10 мая — Уильям Бест (70), британский органист и композитор.
- 10 мая — Андрес Бонифасио (33), один из главных деятелей Филиппинской революции; казнен.
- 11 мая — Алеко Константинов (34), болгарский писатель и общественный деятель; убит.
- 12 мая — Минна Кант (53), финская писательница, драматург, журналист, автор рассказов, повестей и пьес, первая известная женщина-писатель в Финляндии.
- 12 мая — Виллем Рулофс (75), голландский пейзажист и естествоиспытатель.
- 14 мая — Макс Марецек (75), американский оперный импресарио, дирижёр и композитор чешского происхождения.
- 19 мая — Антуан д’Аббади (87), французский исследователь, президент Французской академии наук.
- 21 мая — Кароль Микули (77), польский виртуозный пианист, композитор, дирижёр и педагог, основатель Галицкого музыкального общества во Львове.
- 21 мая — Фриц Мюллер (75), выдающийся немецкий естествоиспытатель.
- 24 мая — Ван Тао (68), китайский писатель, переводчик, журналист, каноновед времён династии Цин.
- 28 мая — Виктор Тедеско (75, бельгийский политический деятель.
- 28 мая — Франсуа-Луи Франсе (82), французский пейзажист.
- 29 мая — Юлиус фон Закс (64), немецкий биолог, ботаник, профессор.
- 29 мая — Игнатий (86), настоятель Троице-Сергиевой пустыни под Петербургом.

## Июнь
- 6 июня — Оскар Диксон (73), шведский магнат, купец, коммерсант, промышленник и филантроп, богатейший швед своего времени, барон.
- 7 июня — Виктор Моттез (88), французский художник.
- 8 июня — Якоб фон Фальке (71), немецкий историк, директор Австрийского музея искусства и промышленности.
- 9 июня — Альван Кларк (64), — американский астроном и изготовитель телескопов.
- 13 июня — Эмиль фон Альбедиль (73), прусский кавалерийский генерал, докладывающий генерал-адъютант императора, шеф Военного кабинета.
- 14 июня — Шарлотта Вольтер (64), австрийская актриса.
- 17 июня — Себастьян Кнейпп (76), немецкий католический священник.
- 18 июня — Франц Кренн (81), австрийский композитор, музыкальный педагог, органист.
- 19 июня — Чарльз Бойкотт (65), британский управляющий в Ирландии.
- 20 июня — Япетус Стенструп (84), датский зоолог, ботаник и археолог.
- 21 июня — Николай Головкинский (63), известный геолог-фундаменталист и гидрогеолог.
- 30 июня — Отто Бергер (24), чешский виолончелист.

## Июль
- 1 июля — Никон (66), епископ Туркестанский и Ташкентский.
- 2 июля — Адам Аснык (58), польский литератор, поэт и драматург.
- 6 июля — Анри Мельяк (66), французский драматург и оперный либреттист.
- 7 июля — Эдуар Дантан (48), французский художник.
- 15 июля — Тьерри Вильям Прейер (56), английский физиолог, работавший в Германии.
- 15 июля — Александр Тейер (79), американский библиотекарь и журналист, автор основательной биографии Людвига ван Бетховена.
- 20 июля — Джин Инджелоу (77), английская писательница.
- 21 июля — Владимир Шервуд (64), выдающийся русский живописец, архитектор, скульптор.
- 24 июля — Лафайет Маклоуз (76), американский военачальник, офицер армии США и генерал армии Конфедерации во время гражданской войны в Америке.
- 28 июля — Йозеф Тренквальд (73), австрийский живописец.
- 28 июля — Эдуард фон Энгерт (79), австрийский художник.
- 30 июля — Альфред фон Арнет (78), австрийский политик и историк, автор ряда работ по нумизматике.
- 31 июля — Огюст Лакоссад (82), французский писатель, поэт.

## Август
- 4 августа — Гото Сёдзиро (59), японский государственный и политический деятель.
- 5 августа — Альберт Март (69), немецкий астроном, работавший в Англии и Ирландии.
- 7 августа — Антон Добржинский, российский государственный деятель, действительный статский советник, директор Департамента полиции в 1896—1897 годах.
- 8 августа — Якоб Буркхардт (79), швейцарский историк культуры, стоявший у истоков культурологии как самостоятельной дисциплины.
- 8 августа — Антонио Кановас дель Кастильо (69), премьер-министр Испании; убит.
- 12 августа — Фёдор Буслаев (79), русский филолог и искусствовед, академик Петербургской Академии наук.
- 13 августа — Антониус ван дер Линде (63), автор ряда работ по истории шахмат.
- 21 августа — Адамс Алкснис (33), латышский рисовальщик и живописец-реалист.
- 31 августа — Луиза Дрю (68), американская актриса.

## Сентябрь
- 9 сентября — Ференц Пульский (82), венгерский политик, писатель и археолог.
- 14 сентября — Владимир (71), архиепископ Казанский и Свияжский, духовный писатель, миссионер; заражение крови.
- 17 сентября — Елена Горчакова (73), русский педагог, поэтесса, автор путевых очерков, княжна.
- 19 сентября — Макарий (ок. 50), епископ Камчатский, Курильский и Благовещенский.
- 19 сентября — Венчеслао Персикини (70), итальянский композитор и музыкальный педагог.
- 19 сентября — Корнель Уейский (74), польский поэт, драматург и публицист.
- 20 сентября — Карел Бендль (59), чешский музыкант, композитор и дирижёр.
- 21 сентября — Жозеф Фишер (78), бельгийский хоровой дирижёр.
- 22 сентября — Антониу Консельейру (67), бразильский религиозный деятель, проповедник, основатель деревни Канудус и руководитель крестьянского восстания Канудус (1896—1897); дизентерия.
- 27 сентября — Шарль Бурбаки (81), французский генерал.
- 27 сентября — Алексей Кекин (59), российский предприниматель.
- 28 сентября — Кароль Маевский (64), один из руководителей польского восстания 1863 года.
- 30 сентября — Тереза из Лизьё (24), католическая святая, кармелитская монахиня, одна из трёх женщин, удостоенных титула Учитель Церкви; туберкулёз.

## Октябрь
- 2 октября — Хуршидбану Натаван (65), азербайджанская поэтесса.
- 3 октября — Пьер де Ламот (74), французский прозаик.
- 4 октября — Паскуаль де Гаянгос-и-Арсе (88), испанский историк, арабист и библиограф.
- 5 октября — Адольф Йоргенсен (57), датский историк.
- 8 октября — Алексей Саврасов (67), выдающийся русский художник-пейзажист, один из членов-учредителей Товарищества передвижников, учитель Исаака Левитана.
- 11 октября — Леон Боэльман (35), французский композитор и органист.
- 15 октября — Конрад Байер (68), австрийский шахматный композитор, теоретик композиции, один из основоположников старонемецкой школы в задаче.
- 17 октября — Николай Славянов (43), русский инженер, изобретатель электрической дуговой сварки металлов.
- 18 октября — Евгений Корш (87), русский журналист, издатель, переводчик, библиотечный деятель.
- 19 октября — Джордж Пулльман (66), американский изобретатель и промышленник, создатель компании «Пульман», занимавшейся постройкой вагонов для железных дорог.
- 19 октября — Фёдор Шперк (25), публицист, литературный критик, философ, поэт; туберкулёз.
- 19 октября — Бертольд Энглиш (46), австрийский шахматист.
- 20 октября — Оскар Авейде (60), польский юрист, один из руководителей восстания 1863 года.
- 21 октября — Павел Кучинский (50), польский композитор.
- 23 октября — Агнесса (73), герцогиня Саксен-Альтенбургская.
- 24 октября — Теодор Кокциус (73), немецкий пианист и музыкальный педагог.
- 27 октября — Мария (63), герцогиня Текская, внучка Георга III, теща Георга V.
- 28 октября — Геркулес Робинсон (72),британский колониальный чиновник.
- 29 октября — Генри Джордж (58), американский политэконом, публицист и политик.
- 30 октября — Константин Грот (82), российский государственный и общественный деятель, самарский губернатор в 1853—61 годах, основатель и создатель системы попечения над слепыми в России.
- 30 октября — Уильям Таллидж, австралийский шахматист.
- 31 октября — Джованни Кавальказелле (77), итальянский искусствовед.

## Ноябрь
- 1 ноября — Фридрих Штоман (65), немецкий химик и технолог.
- 2 ноября — Резерфорд Олкок (88), английский медик и дипломат.
- 5 ноября — Николаус Клейненберг (55), немецкий зоолог.
- 6 ноября — Эдуар Дельдеве (80), французский скрипач, композитор и дирижёр.
- 11 ноября — Артур Харпер (62), американский старатель, первый человек, который занялся поиском минералов в бассейне реки Юкон; туберкулёз.
- 13 ноября — Эрнест Джайлс (62), английский путешественник по Австралии; воспаление лёгких.
- 16 ноября — Вильгельм Риль (74), немецкий публицист.
- 19 ноября — Нафтали Маскилейсон (68), еврейский поэт, автор статей по исследованию Аггады.
- 25 ноября — Вильгельм Йост (45), немецкий путешественник; лейшманиоз.
- 25 ноября — Фёдор Слудский (56), русский математик и механик, заслуженный профессор Московского университета, основоположник российской геофизики.
- 27 ноября — Джеймс Бэйтман (86), британский ботаник, садовод, коллекционер и специалист по орхидеям, один из первых разработчиков культуры орхидей.
- 27 ноября — Бернхард Поллини (68), немецкий оперный певец (тенор) и импресарио, директор Гамбургской оперы.
- 29 ноября — Райнхольд Зукко (60), немецкий композитор и музыкальный педагог.
- 29 ноября — Джеймс Легг (81), британский синолог шотландского происхождения, миссионер; первый профессор китайского языка Оксфордского университета (колледж Корпус-Кристи, 1876—1897).

## Декабрь
- 3 декабря — Фридрих Виннеке (62), немецкий астроном.
- 4 декабря — Александр Ольхин (58), русский юрист, литератор, поэт.
- 5 декабря — Эрнст Хут (51), немецкий ботаник и профессор грамматики.
- 6 декабря — Николай Альбов (31), русский ботанико-географ и путешественник, исследователь Кавказа, Аргентины и Огненной Земли.
- 11 декабря — Гардинер Хаббард (75), первый президент Национального географического общества США, юрист и бизнесмен.
- 15 декабря — Альберт Цимметер (49), австрийский ботаник.
- 17 декабря — Альфонс Доде (57), французский романист и драматург, автор ярких рассказов из жизни Прованса, создатель знакового образа романтика и хвастуна Тартарена из Тараскона; сифилис.
- 17 декабря — Антон Рутнер (80), австрийский исследователь Альп.
- 19 декабря — Станислас де Гуайта (36), французский поэт, специалист в области эзотеризма, каббалы и европейского мистицизма.
- 22 декабря — Эдуард Линдеман (55), российский астроном.
- 23 декабря — Эффи Грей (71), жена английского критика Джона Рёскина, а после развода — жена художника-прерафаэлита Джона Эверетта Милле.
- 23 декабря — Джон Палей (26), американский писатель на идише, публицист, драматург.
- 27 декабря — Анри Лавуа (51), французский музыковед.
- 29 декабря — Уильям Линтон (85), английский рисовальщик и иллюстратор.